# Réseau anastomotique de la hanche
Le réseau anastomotique de la hanche est une anastomose artérielle de la partie supérieure de la cuisse.
Il est formé par :
- l'artère glutéale inférieure,
- le rameau superficiel de l'artère circonflexe fémorale médiale,
- le rameau transverse de l'artère circonflexe fémorale latérale,
- la première artère perforante de la cuisse,
- la branche anastomotique de la branche postérieure de l'artère obturatrice.

## Anatomie fonctionnelle
Ce système anastomotique permet une compensation circulatoire circulatoire au niveau de l'artère poplitée cas de blocage entre l'artère fémorale et l'artère iliaque externe.